# Miguel Estrada Iturbide
Miguel Estrada Iturbide (Morelia, Michoacán, 17 de noviembre de 1908 - 30 de julio de 1997) fue un abogado, político y diplomático mexicano.

## Familia
Fue el hijo mayor de Miguel Estrada Ramírez y de Ana María Iturbide Chávez, ambos nativos de Morelia. 
Su apellido Iturbide no tiene relación con Agustín de Iturbide, al menos en América; sin embargo, Miguel Estrada Iturbide desciende de Isidro Huarte, suegro de este.
Contrajo matrimonio el 18 de septiembre de 1932 con María Teresa Sámano Macouzet, con quien tuvo descendencia, dos mujeres y seis varones, entre ellos:
- Miguel Ignacio Estrada Sámano se tituló como abogado en 1960[2] y se especializó en derecho internacional. En sus inicios, trabajó en el despacho de Manuel Gómez Morin. Fue presidente de la Barra Mexicana Colegio de Abogados y presidente de la Unión Internacional de Abogados, con sede en París.

- Rafael Estrada Sámano se tituló como abogado en 1972 en la Escuela Libre de Derecho.[3] Es jurista, docente y egresado de la Escuela Libre de Derecho, además de impartir clases en la Universidad Panamericana e integrar la Junta de Gobierno de la Universidad La Salle. Fue funcionario federal: Subprocurador Jurídico de la República y Subsecretario del Trabajo y Previsión Social. Es Magistrado de la Sala Superior del Tribunal Federal de Justicia Administrativa y autor, con Rafael Estrada Michel, de "1857, Rabasa y otros ensayos de Historia y Derecho Constitucional".

- Fernando Estrada Sámano fue diputado federal en la LVI y en la LV Legislatura Federal y Embajador de México ante la Santa Sede y Suecia. Fue candidato a Gobernador de Michoacán y al Senado de la República. Ideólogo de Acción Nacional y de Solidarismo.

- Francisco Javier Estrada Sámano se graduó como abogado en 1968,[4] fue titular de la Dirección de Pensiones Civiles del estado, subdelegado de Prestaciones en el ISSSTE y presidente de la barra de abogados de El Colegio de Michoacán. También fue secretario de Turismo en la administración de Víctor Manuel Tinoco Rubí, director del Banco del Centro y empresario.

## Estudios
Realizó sus primeros estudios en el Colegio Cristóbal Colón y concluyó la preparatoria y Derecho en la Escuela Libre de Michoacán. Al ser clausurada esta por el gobernador de Michoacán Lázaro Cárdenas del Río, concluyó sus estudios en la Universidad de Guanajuato en 1932.[cita requerida]

## Actividad política
Fue miembro fundador del Partido Acción Nacional. Los fundadores del partido fueron Manuel Gómez Morin, Efraín González Luna y Miguel Estrada Iturbide, conocidos como "La Triada Fundadora". Participó en la Asamblea Constitutiva que se llevó a cabo del 14 al 17 de septiembre de 1939, como miembro de la comisión de doctrina que presidió Efraín González Luna. 
Fue presidente del Comité Directivo Regional de Michoacán durante 17 años.
Diputado federal de la XLVI Legislatura en 1964, primer diputado de Oposición en presidir una sesión de la Cámara de diputados (30 de septiembre de 1965, pronunciando el discurso por el bicentenario del nacimiento de José María Morelos); en 1979 se aleja del Partido Acción Nacional, sin renunciar a este. Es reconocido como uno de los grandes oradores del PAN en Michoacán, junto con Luis Calderón Vega.
Falleció el 30 de julio de 1997, a los 88 años de edad.
La Fundación Miguel Estrada Iturbide da asesoría parlamentaria a los diputados del Partido Acción Nacional, fue nombrada en su honor.